# Arpa láser

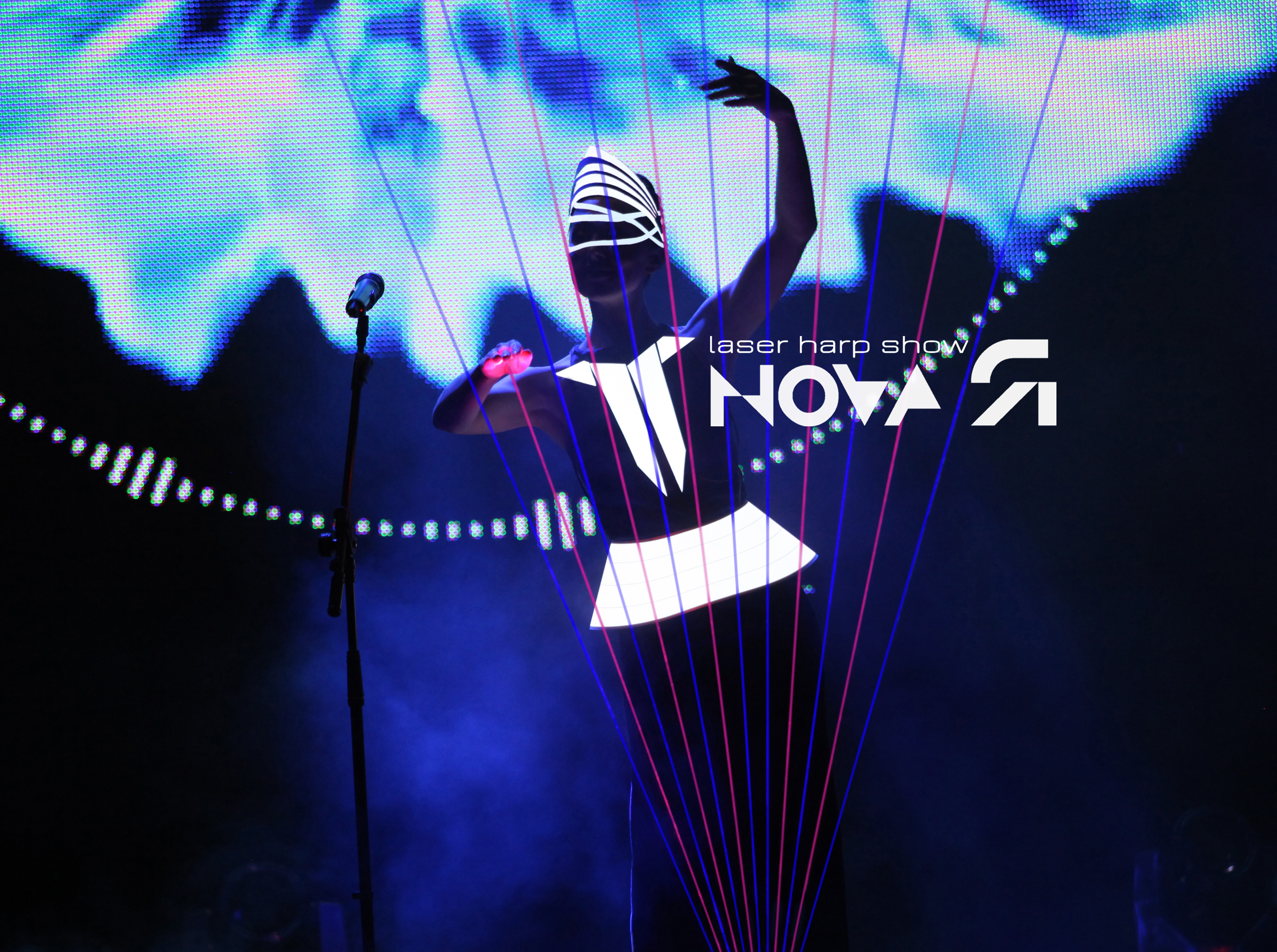
Espectáculo de arpa láser "novaYA" (nuevo): la única diva de ópera en el mundo que toca el arpa láser

El arpa láser es un instrumento musical electrónico, en el que las cuerdas de un arpa convencional son sustituidas por un haz láser. El término arpa láser, así como su primer diseño funcional, fueron inventados por Bernard Szajner en 1981.
A día de hoy, sigue siendo un instrumento poco conocido aunque está aumentando su popularidad. Prueba de ello es que ha sido utilizado en diversos recintos públicos dedicados al arte. Como ejemplo, el arpa creado por Jen Lewin, expuesto en el Lincoln Center en el año 2000 y en el Burning Man en 2005. 
Entre sus usuarios más conocidos están el músico francés Jean-Michel Jarre y el español Santi Liaño.

## Diseño
Un arpa láser es generalmente construido utilizando un solo rayo láser, difundiendo su onda en una serie de rayos en paralelo. Cuando un rayo es bloqueado, éste es detectado por un fotodiodo o una fotorresistencia que están conectados a una consola electrónica, activando así la nota indicada. Para reproducir el sonido, actualmente se utilizan sintetizadores, samplers o computadoras, conectados todos ellos al arpa.

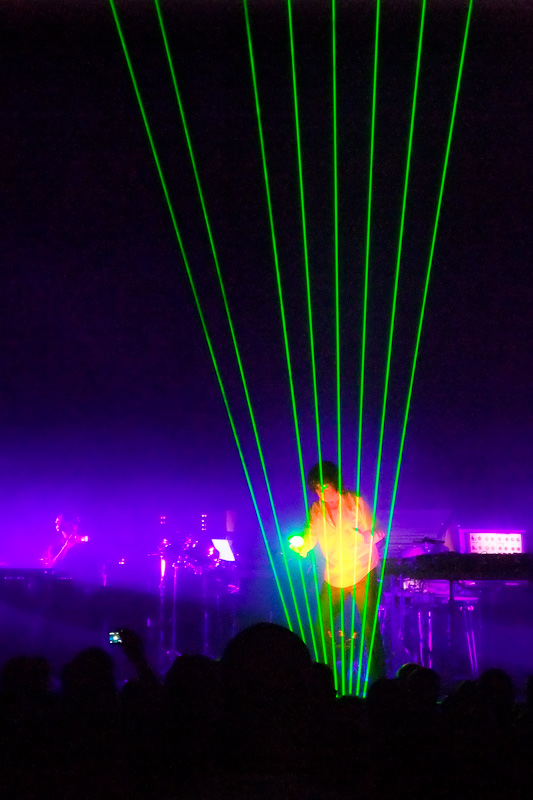
Jarre y su arpa láser en Finlandia, 2009

Se han desarrollado numerosos diseños, incluyendo una versión MIDI inventada por Philippe Guerre y otra recientemente creada por Yan Terrien. Un modelo de arpa láser de dos colores (verde para las notas diatónicas, rojo para las notas cromáticas) fue inventado por el ingeniero Maurizio Carelli en 2008.

## Seguridad
Para producir ondas láser visibles en el aire convencional, se requiere de un láser relativamente poderoso, de al menos 20 mW de alimentación dependiendo del tipo y diseño del instrumento. Sin embargo, es necesario un láser de una potencia considerablemente mayor para obtener unos resultados espectaculares, generalmente de 500 mW o más. En cualquier caso, láseres clase IIIb o IV son necesarios, introduciendo un significante riesgo de daño a la piel y a los ojos. Es necesario, por tanto, utilizar protecciones como guantes y gafas.